# Firmiana fulgens
Firmiana fulgens là một loài thực vật có hoa trong họ Cẩm quỳ. Loài này được (Wall. ex Mast.) K.Schum. mô tả khoa học đầu tiên năm 1893.